# Jörn Glasenapp
Jörn Glasenapp (* 1970 in Hannover) ist ein deutscher Kulturwissenschaftler.
Glasenapp studierte ab 1990 Englische und Deutsche Philologie an der Georg-August-Universität Göttingen und schloss 1999 mit einer Direktpromotion in Amerikanistik ab. Glasenapps Dissertation zur Erkenntniskritik im Romanwerk Charles Brockden Browns betreute Armin Paul Frank als Doktorvater.
Ab 1997 war Glasenapp wissenschaftlicher Mitarbeiter am Göttinger Sonderforschungsbereich 529 („Internationalität nationaler Literaturen“). Nach seiner Promotion wechselte er 2000 als wissenschaftlicher Mitarbeiter ans Institut für Angewandte Medienforschung der Universität Lüneburg.
2006 habilitierte er sich dort mit einer Arbeit zur deutschen Fotografie der Nachkriegszeit (venia legendi für die Fächer Medienwissenschaft und Kulturwissenschaft).
Anschließend war Glasenapp an der Universität Lüneburg Privatdozent, ging 2007 als Forschungsstipendiat an das John-F.-Kennedy-Institut für Nordamerikastudien der Freien Universität Berlin und vertrat 2007/2008 die Professur von Irmela Schneider am Institut für Theater-, Film- und Fernsehwissenschaft der Universität zu Köln.
2008 lehrte Glasenapp als Gastdozent an der Bucerius Law School in Hamburg; 2008/2009 vertrat er die Professur für Medientheorie am Kulturwissenschaftlichen Institut der Carl von Ossietzky Universität Oldenburg.
Von 2009 bis 2010 war er als Akademischer Oberrat am Institut für Medienwissenschaften der Universität Paderborn.
Im April 2010 folgte er einem Ruf auf den Lehrstuhl „Literatur und Medien“ am Institut für Germanistik der Otto-Friedrich-Universität Bamberg.